# Samuel de Marseille
Ne doit pas être confondu avec Samuel ibn Tibbon.
Samuel ben Juda de Marseille est un médecin et traducteur juif provençal du XIVe siècle (1294 - ?).

## Éléments biographiques
Samuel ben Juda naît à Marseille en 1294. Il se dévoue dès son jeune âge à l'étude des sciences, en particulier de la philosophie. À l'âge de 18 ans environ, il se rend à Salon-de-Provence, où il étudie l'astronomie auprès de Sen Astruc de Noves.
Comme de nombreux autres Juifs, Samuel est détenu à la Tour de la Rotonde de Beaucaire en 1322, avant d'être libéré contre le paiement d'une rançon. Il séjourne ensuite à Murcia, Tarascon, Aix-en-Provence et Montélimar.

## Œuvre
Samuel se fait connaître par ses traductions de travaux scientifiques de l'arabe à l'hébreu, qu'il a entreprises dès son plus jeune âge :
- Hashe'elot hadibriyyot vehaderoushim asher lafilossofim, traduction des dissertations sur quelques passages obscurs du commentaire d'Averroès sur l’Organon, par les auteurs arabes Abu al-Kassim ben Idris, Abu al-Hajjaj ibn Talmus, Abu al-'Abbas Ahmad ben Kasim et 'Abd al-Rahman ben Ṭahir. La traduction de Samuel a été à son tour traduite en latin par Abraham de Balmes (publiée pour la première fois en 1550).
- traduction du commentaire moyen d'Averroès sur l’Éthique à Nicomaque d'Aristote, achevée le 9 février 1321, à l'âge de vingt-sept ans, et conservée en manuscrit dans plusieurs bibliothèques (Oxford MSS. n° 1350, 1355, 1424, 1425 & 1426 ; Turin MS. n° clxix.; Florence MS., Laurentiana I., No. lxxxviii. 25 ; Rome MS., Casanantense I., vi. 11).
- traduction du commentaire d'Averroès sur la République de Platon, achevée le 3 septembre 1321, dans la prison de Beaucaire, conservée en manuscrit dans plusieurs bibliothèques (Oxford MSS. n° 1350 & 1355; Munich MS. n° 308; Turin MS. n° 40; Florence MS. n°. lxxxviii. 25; Milan MS., Ambrosiana, n°. 33, suppl.; Vienne MS. n°. cxxix.).
- traduction du Compendium de l'Organon d'Averroès, achevée le 13 décembre 1329 à Tarascon, conservée à la Bibliothèque nationale de France (BnF, Paris MS. n° 956, 4).
- traduction des parties 30 et 31 du traité sur les cinq corps géométriques d'Euclide, suppléant ainsi à la traduction de Kalonymus ben Kalonymus, dans laquelle ces deux corps sont manquants.
- traduction du Commentaire sur l’Almageste, parties i.-iii. (Vatican MS. n°. 398).
- révision de la traduction de Jacob ben Makhir ibn Tibbon de l'abrégé sur l’Almageste d'Abu Mohammed Jabbar ibn Aflah (BnF, Paris MSS. n° 1014, 1024, 1025 & 1036). Samuel a été assisté dans sa tâche par son frère, En Bondavi, dont il dit qu'il est fort versé dans ces domaines.
- Ma'amar Alaksander haFirdoussi (ibid. n° 893 & 894; Berlin MS. n° 332).
- traduction des épîtres sur l'éclipse solaire du 3 juillet 1097 et sur l'aurore, toutes deux d'Abu Abdallah Mohammed ibn Mu'ad de Séville (BnF, Paris MS. n° 1036).
- Ma'amar bitnou'at hakokhavim hakayyamim, traduction du traité sur les étoiles fixes d'Abu Ishaq al-Zarqali (ibid. n° 1036, 3).

## Source
Cet article contient des extraits de l'article « Samuel Ben Judah » par Joseph Jacobs & Isaac Broydé  et l'article « Bondavi (En) » par Richard Gottheil & Moïse Schwab de la Jewish Encyclopedia de 1901–1906 dont le contenu se trouve dans le domaine public.